# Cyrtopholis bonhotei
Cyrtopholis bonhotei är en spindelart som först beskrevs av F. O. Pickard-Cambridge 1901.  Cyrtopholis bonhotei ingår i släktet Cyrtopholis och familjen fågelspindlar. Inga underarter finns listade i Catalogue of Life.